# تیرتاش
تیرتاش روستایی ۹۰۰ ساله واقع در دهستان کلباد شرقی و از توابع بخش کلباد در شهرستان گلوگاه می‌باشد. این روستا در شمال ایران ،استان مازندران و مسیر جاده اصلی تهران–مشهد در ناحیه کوهستانی قرار گرفته‌است که از نظر موقعیت جغرافیایی دقیقاً در ۱۸ کیلومتری از شهرستان بهشهر و در ۶۵ کیلومتری شهرستان گرگان قرار دارد. تیرتاش در ضلع شرقی شهرستان گلوگاه و ضلع غربی آن شهرستان بهشهر و از جنوب به جنگل‌های سرسبز رشته‌کوه‌های البرز و از ناحیه شمال به دریای مازندران متصل می‌باشد. زبان مردم روستا مازندرانی با گویش هزارجریبی نزدیک به گویش ساروی می‌باشد.

## جمعیت
روستای تیرتاش ۲٫۸۸۶ نفر جمعیت دارد. مردم تیرتاش از قومیت طبری هستند که ریشه آن به قوم تپوری می‌رسد. مردم تیرتاش به زبان طبری (مازندرانی)  سخن میگویند. سکنه بومی گلوگاه خود را تات می‌نامند و زبان خود را زبان تاتی می‌نامند. به گفته محققین تات در زبان اهالی مازندران به معنی بومی، روستایی و یکجانشین می‌باشد و منظور از تات همان قوم طبری است و منظور از زبان تاتی همان زبان طبری می‌باشد.

## موقعیت جغرافیایی تیرتاش
روستای تیرتاش بر روی تپهٔ بلندی قرار گرفته که از شمال مشرف به جلگه و خلیج میانکاله و از سمت جنوب متصل به جنگل‌های انبوه ناحیه شمال می‌باشد  . در ۱۶ کیلو متری شرق بهشهر و ۶ کیلو متری غرب گلوگاه و در مجاورت راه آسفالت بهشهر گلوگاه واقع شده‌است.
به دلیل پیشرفتهای اخیر دهستانی که این روستا در آن قرار داشت به مرکز  بخش کلباد تبدیل شده‌است .
روستاهای تیرتاش به جهت وسعت و جمعیت بالا اخیراً" به بخش کلباد که روستاهای (تیرتاش- لمراسک–سراج محله – تیله نو – خورشیدکلا – ریحان آباد– ولمازو – قلعه پایان و مهدیرجه) را تحت پوشش قرار داده،تبدیل شده است .طبق نتایج سرشماری عمومی نفوس ایران در سال ۱۳۹۵، این روستا شامل ۹۰۰ خانوار است که جمعیتی بالغ بر ۳۲۲۱ نفر را در بر می‌گیرد. این جمعیت شامل ۱۷۱۷ نفر مرد و ۱۵۰۴ نفر زن است که از این تعداد ۲۸۷۱ نفر باسواد، و ۳۵۰ نفر بیسواد می‌باشند. ضمناً ۳۸۶ نفر نیز زیر ۶سال سن دارند.
در علل نامگذاری تیرتاش روایات متعددی موجود است که برخی از آن عبارتند از
- "تیر" به معنی تیره و طایفه + "تاش" به معنی شبیه و همسان که می‌توان به مردمی شبیه و همانند از یک قبیله، تیره و طایفه ترجمه نمود
روستا دارای طایفه و فامیل‌های متعددی می‌باشد  که بر اساس محله‌های سکونت خویش قابل دسته‌بندی هستند. محله‌های قدیمی تیرتاش عبارتند از:
-یهودی محله(خانواده‌های جعفری، حیدری و ... ساکن این محله هستند)
-کامشی محله (خانواده باقری )
بالامحله(خانواده احسانی، نوری ، جعفری و ... )
-ابراهیم آباد(خانواده ابراهیمی و کاظمی و ...)
-پایین محله(اسدی ، باقرزاده، حبیبی و....)
مردم روستا عموماً" کشاورز و دامدار هستند.کشت اصلی مردم این روستا برنج و توتون می‌باشد که اولین بار در سال ۱۳۱۶ فردی یونانی به نام آتاناس زافیروپولوس بنا به مأموریت دخانیات ایران و به دستور رضاخان مأموریت یافت، در مورد توسعه کشت توتون و انتخاب مزرعه آزمایشی در استانهای مازندران وگیلان مطالعاتی انجام دهد.ایشان همهٔ مازندران و گیلان را پیمود تا به این منطقه رسید و به علت شباهت آب و هوایی این روستا با کشورش یونان به مسوولین مملکتی وقت اعلام کرد که این منطقه مناسب برای کشت توتون می‌باشد و سپس نخستین مؤسسهٔ پژوهشی کشت و ترویج توتون و تنباکو در این منطقه و به نام روستای تیرتاش ایجاد و با نام خانه زافیرو پولوس آغاز به کار نمود.این خانه در تاریخ ۱۴ اسفند ۱۳۸۵ با شمارهٔ ثبت ۱۷۸۰۷ به‌عنوان یکی از آثار ملی ایران به ثبت رسیده است.ساختمان مزرعهٔ آزمایشی در سال ۱۳۱۷ به اتمام رسید و در مهر همان سال توسط رضاخان اولین کشت توتون در این مزرعه صورت گرفت و از آن به بعد رضاخان، به دلیل اهمیتی که برای تحقیقات توتون قائل بود ،از مزرعه دیدن و از کارهای انجام شده و پیشرفت امور محوله بازدید می کرد. این مزرعه بعدها توسعه زیادی پیدا کرد واین گونه به مرکز پژوهشی توتون تیرتاش و اخیراً به انسیتو تحقیقات توتون تیرتاش-ایران تبدیل شد.در دهه ۵۰ ساختمان‌های قسمت ضمیمه هم مورد استفاده قرار گرفت و آزمایشگاه مجهزی در آن ایجاد شد که تا پایان سال۵۵ کلیه دستگاه‌های آزمایشگاه نصب و مورد استفاده قرار گرفت.
این انسیتو در نوع خود یکی از مدرن‌ترین مراکز پژوهشی جهان می‌باشد  و تحقیقات وسیعی در زمینه‌های کشاورزی، تکنولوژی و شیمی توتون و تنباکوانجام می‌دهد که نتایج آن به تدریج در سطح روستاها پیاده شده و موجب ازدیاد میزان برداشت محصول در هکتار و بهبود کیفیت توتون ایران گردیده است .توتون تیرتاش به عنوان یکی از مرغوبترین توتون های دنیا نیز معروف است.
از اماکن متبرکه موجود در روستا امامزاده هاشم تیرتاش می‌باشد  که در بالای تپه ای در جنوب روستا قرار دارد.بنای امامزاده هاشم تیرتاش مربوط به دورهتیموریان است و این بنا در تاریخ ۱۴ اسفند ۱۳۸۵ با شمارهٔ ثبت ۱۷۷۹۲ به‌عنوان یکی از آثار ملی ایران به ثبت رسیده است.

## ایستگاه راه‌آهن تیرتاش

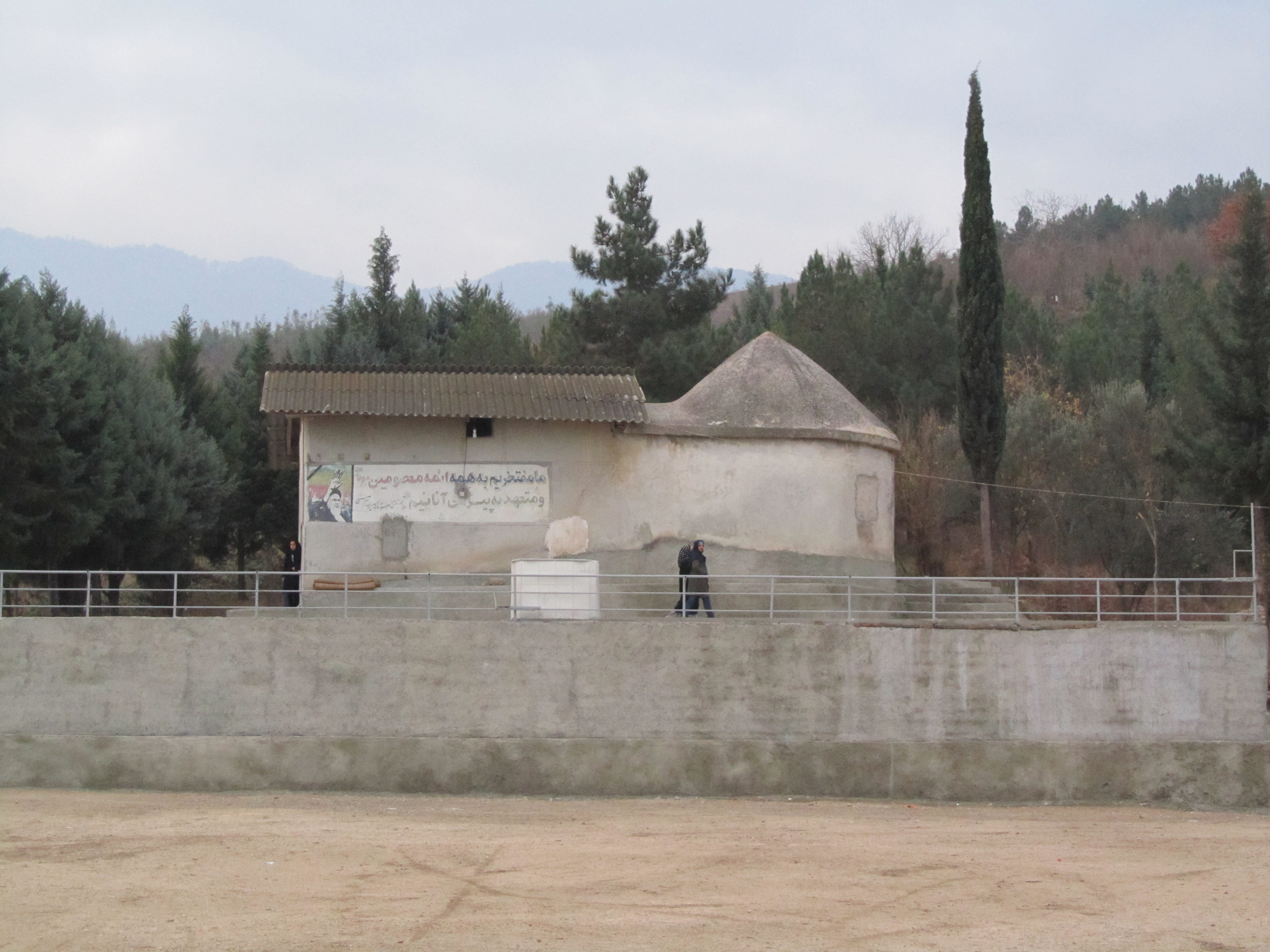
مقبره امام زاده هاشم روستای تیرتاش

ایستگاه راه‌آهن تیرتاش مربوط به اوایل دوره پهلوی است و در شهرستان گلوگاه، بخش کلباد، دهستان کلباد شرقی، شمال روستای لمراسک، نزدیک امامزاده احمد لمراسک واقع شده و این اثر در تاریخ ۱۴ اسفند ۱۳۸۵ با شمارهٔ ثبت ۱۷۷۹۸ به‌عنوان یکی از آثار ملی ایران به ثبت رسیده‌است.

## قنات ها
این روستا دارای قنات و چشمه‌های آب معدنی زیادی می‌باشد که آب شرب و کشاورزی مردم این روستا و روستاهای اطراف را تأمین می‌کند. که قنات پتوک، بهشهر و قنات کربلائی سلیمان، بهشهر واقع در این روستا را می‌توان نام برد.
-    پیره قنات
-    کلب(کربلایی)سلمونی قنات ؛ (بانی : کربلایی سلیمان رنجبر)
-    سیدا قنات
-    ششتی قنات ؛ (بانی : شش نفر از افراد خانواده نجفی)
-    مرزی قنات
شیخ هادی قنات ؛ (بانی : حاج شیخ هادی جعفری تیرتاشی )

## چشمه های روستا
از چشمه‌های دیدنی این روستا می‌توان به یخچشمه، بسیج چشمه، قلقلی چشمه وبسیج چشمه باد کرد
که دارای طبیعتی بکر و زیبا می‌باشد.
نام کوه‌های روستای تیرتاش : ولمیست، قل قلی
نام جنگل‌ها و مساحت‌های آن : در بندی، قاشق سره، لرگ سره، مرسی، که حدودا مساحت کل شان 400 هکتار می‌شود .
-    درختان معروف جنگل : نموار، ممرز، افرا، توسکا، مرسی ( راش )، موزی (بلوت)، ملیچ، عزدار .
-    میوه‌های جنگلی : ازگیل وحشی، کاندس، زالزالک، تمشک وحشی، هالوچه وحشی .
-    گیاهان داروی : طاورسره

## پوشش گیاهی
در جنگل‌های روستای تیرتاش بیشتر درختان پهن برگ بخصوص توسکا، انجیلی یافت می‌شود.

## شرکت های موجود در روستای تیرتاش
انستیتو تحقیقات توتون ایران تیرتاش
شرکت تعاونی دامداران و کشاورزان
مرکز جهاد کشاورزی تیرتاش
ایستگاه راه آهن تیرتاش
اداره منابع طبیعی تیرتاش
بانک تجارت شعبه تیرتاش